# Dreadzone
Dreadzone — британская группа, чья музыка представляет собой гармоничное слияние даба, регги, техно, транса и фолка.

## Дискография

### Альбомы
- 360° (1993)
- Performance (1994)
- Second Light (#37 в UK Albums Chart, 1995)
- Biological Radio (#45 в 1997)
- Sound (2001)
- Radio 1 Sessions (2001)
- Once Upon a Time (2005)
- Live at Sunrise (2006)
- Eye on the Horizon (2010)
- Escapades (2013)[1]
- Dread Times (#39, 2017)

### Синглы
- «The Warning» (EP) (1993)
- «The Good, the Bad and the Dread» (1993)
- «Dream On» / «House of Dread» (1993)
- «Fight the Power» (1994)
- «Zion Youth» (#49 in the UK Singles Chart, 1995)
- «Captain Dread» (#49 in 1995)
- «Maximum» (EP) (#56 in 1995)
- «Little Britain» (#20 in 1996)
- «Life Love and Unity» (#56 in 1996)
- «Earth Angel» (#51 in 1997)
- «Moving On» (#58 in 1997)
- «Crazy Knowledge» (2000)
- «Believing In It» (2001)
- «The Warriors» (2002)
- «Once Upon a Time (in Jamaica)» (2005)
- «King Dub Rock» (2005)
- «Elevate» (2006)
- «Lion Shirt» (2006)
- «Mashup the Dread» (2006)